# Gianni Cuperlo
Giovanni Cuperlo, detto Gianni (Trieste, 3 settembre 1961), è un politico italiano, attualmente è membro del Partito Democratico e della sua Direzione Nazionale.
Deputato dal 2006 al 2018, è stato l'ultimo segretario della Federazione Giovanile Comunista Italiana (FGCI) e il primo della Sinistra giovanile (Sg), ricoprendo tali incarichi dal 1988 al 1992. Nel maggio del 2013 si candida alla Segreteria del Partito Democratico.
Dopo le primarie dell'8 dicembre, Cuperlo accetta la proposta del segretario Matteo Renzi e assume la carica di presidente del Partito Democratico. Dopo uno scontro aperto nella direzione del partito con il segretario Renzi riguardo alla bozza della legge elettorale che esclude le preferenze, si dimette da tale carica il 21 gennaio 2014.

## Biografia
Gianni Cuperlo nasce il 3 settembre 1961 a Trieste, dove si diploma presso il Liceo ginnasio Francesco Petrarca" nel 1980. Si è laureato all'Università degli Studi di Bologna nel 1985 in Discipline delle Arti, Musica e Spettacolo (DAMS), discutendo una tesi in sociologia della comunicazione con relatore Mauro Wolf. È stato docente a contratto presso l'Università di Teramo, insegnando teoria e tecnica della comunicazione pubblica, comunicazione politica ed analisi della sfera pubblica.
È sposato con Ines Loddo, ex dirigente della Fgci. Lì i due si conobbero (alcune versioni raccontano che il fidanzamento nacque durante un viaggio in Corea del Nord); dalla coppia è nata una figlia: Sara.

## Carriera politica

### Gli inizi nella FGCI e Sinistra Giovanile
Durante gli anni del liceo si avvicina alla politica e incomincia la militanza nella Federazione Giovanile Comunista Italiana (FGCI), l'organizzazione giovanile del Partito Comunista Italiano, dove nel 1987 diventa il capo degli universitari della FGCI a Roma, nominato dall'allora segretario della federazione Pietro Folena.
Nel 1988 viene eletto segretario nazionale della FGCI, mettendo d'accordo il gruppo pugliese di Nichi Vendola e Franco Giordano, quello romano di Nicola Zingaretti, quello milanese di Alex Iriondo e quello emiliano di Paolo Amabile e Paolo Fedeli, per quanto non piacesse al gruppo napoletano di Andrea Cozzolino,. Folena spiegò che all'epoca «Era il più eterodosso dei candidati». Guida così la FGCI nel passaggio del 1989 che portò l'organizzazione giovanile a seguire la svolta politica che affrontava il Partito Comunista Italiano di Achille Occhetto, fino a confluire nella Sinistra Giovanile.
In questo periodo gli iscritti aumentarono, dai 42 000 del 1984 si arrivò ai 55 000 del 1990. Ad Ariccia, l'8 ottobre 1990 Cuperlo, seguendo la linea di Occhetto, propose di sciogliere la FGCI per far nascere la Sinistra Giovanile, un'organizzazione confederale articolata in quattro associazioni della scuola, del territorio, dell'università e dei luoghi di lavoro. La proposta passò con 91 voti favorevoli, 10 astenuti e 13 contrari.
Il 19 dicembre 1990 si aprì a Pesaro il XXV, e ultimo, congresso della FGCI, dove il 22 dicembre ne fu deliberato lo scoglimento con 356 voti favorevoli su 491 votanti (72,5%), in rappresentanza di 55 000 iscritti. La maggioranza della FGCI seguì il neonato Partito Democratico della Sinistra (PDS) dando poi vita nel 1992 alla Sinistra Giovanile del PDS, che nel 1998 si sarebbe chiamata in modo semplice la Sinistra Giovanile. Una parte della minoranza aderì prima al Movimento per la Rifondazione Comunista e poi a Rifondazione Comunista, e nel 1995 diede vita alla sua organizzazione giovanile Giovani Comunisti.
Dopo lo scioglimento della FGCI, nasce il Comitato Promotore della Sinistra Giovanile, e allo stesso tempo, con un patto federativo, si promuove la nascita di associazioni giovanili tematiche: a Sinistra (organizzazione studentesca), Tempi Moderni (sui temi del lavoro), Nero e non solo! (associazione contro le discriminazioni razziali).

### Anni '90 dal PDS ai DS
Nel 1992 entra nella direzione del PDS, diventandone uno dei dirigenti e Responsabile della comunicazione dal 1992 al 1994, aderendo successivamente nella direzione dei Democratici di Sinistra (DS). In questo periodo Cuperlo costruì un rapporto di grande complicità con Massimo D'Alema, col quale collabora internamente al partito, alla Camera durante la sua presidenza della Commissione bicamerale per le riforme istituzionali della seconda parte della Costituzione. Sempre con D'Alema partecipa anche alla stesura e pubblicazione di alcune opere come: Un paese normale (Massimo D'Alema – Mondadori 1996) e La grande occasione (Massimo D'Alema – Mondadori 1998).
Alla fine del 1999, con la nascita del secondo governo presieduto da D'Alema, Cuperlo andò a occuparsi della sua comunicazione, lavorando con Mauro Masi al Dipartimento Economia e Informazione della Presidenza del Consiglio, ma con la rapida fine di quel governo si trasferì alla Fondazione ItalianiEuropei, creata da D’Alema con Nicola Latorre e Andrea Romano.

### Responsabile della comunicazione DS
Con l'elezione di Piero Fassino a segretario dei DS, torna nel partito, entrando a dicembre 2001 nella segreteria nazionale dei DS in qualità di Responsabile della comunicazione, incarico che ricopre fino al 2006, dove il suo rapporto con Fassina non fu facile per via dei caratteri troppo diversi e della lontananza culturale: infatti impose il contratto con l’agenzia di comunicazione Proforma.
Alle elezioni politiche del 2006, dove si è occupato della campagna elettorale dei DS "Domani è un altro giorno", si candida alla Camera dei deputati, tra le liste de L'Ulivo (lista che univa i DS con La Margherita di Francesco Rutelli) in quota DS nella circoscrizione Friuli-Venezia Giulia, risultando il primo dei non eletti. Tuttavia il 6 giugno 2006 subentra come deputato alla Camera a Miloš Budin, dopo la sua nomina a sottosegretario al commercio internazionale nel secondo governo presieduto da Romano Prodi. Nella XV legislatura della Repubblica è stato membro della 14ª Commissione Politiche dell'Unione Europea fino al suo termine, e durante il governo Prodi si è occupato intensamente di temi etici, lavorando col suo Ministro per i diritti e le pari opportunità Barbara Pollastrini.

### Deputato alla Camera del PD
Nel 2007 entra a far parte, fin dalla sua fondazione, del neonato Partito Democratico (PD), dove al suo interno si colloca nella corrente D'Alemiana. Dopo la sconfitta del PD di Walter Veltroni alle elezioni politiche del 2008, dov'è stato rieletto alla Camera nella circoscrizione Toscana, evidenziò la necessità di un ricambio generale all'interno del partito per lasciare spazio alle giovani leve dei democratici.
Alle elezioni primarie del PD nel 2009 sostiene la mozione di Pier Luigi Bersani, ex ministro dello sviluppo economico nel secondo governo Prodi appoggiato da D'Alema, che risulterà vincente con il 53% dei voti. Successivamente Cuperlo viene nominato da Bersani, neo-eletto segretario del PD, nel ruolo di presidente del Forum Centro Studi del partito in rappresentanza di D'Alema.
Nel 2012 ha sostenuto la candidatura di Bersani alle primarie del centro-sinistra "Italia. Bene Comune" per la scelta del leader della coalizione di centro-sinistra e candidato alla Presidenza del Consiglio.
Alle elezioni politiche del 2013 viene rieletto alla Camera per la terza volta, tra le file del PD nella circoscrizione Lazio 1 in tredicesima posizione.

### Candidato alla segreteria e presidenza del PD

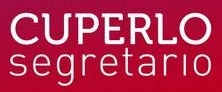
Logo della campagna elettorale di Cuperlo per le primarie del 2013.

Il 10 maggio 2013, intervistato da Gad Lerner, ufficializza la sua candidatura a segretario del PD, che incontra un diffuso apprezzamento tra i vertici del PD. Fa un lungo intervento all'assemblea di luglio "Fare il PD". Il 27 agosto lancia la piattaforma programmatica che rappresenta il manifesto ideologico della sua candidatura alla Segreteria nazionale del PD. Il 20 ottobre presenta la sua mozione congressuale.
A seguito della vittoria nelle primarie del PD, Matteo Renzi gli offre la carica di presidente del partito. Dopo un rifiuto iniziale, il 13 dicembre accetta la proposta. Due giorni dopo, nell'assemblea nazionale del Partito Democratico, diventa ufficialmente il nuovo presidente.
Il 21 gennaio 2014, tramite una lettera, si dimette da presidente dell’assemblea nazionale del PD, in contrasto sia con la linea di Renzi sulla discussione della legge elettorale che con l'accordo trovato fra il PD, Forza Italia e Nuovo Centrodestra, venendo accusato di incoerenza da Renzi a cui risponde di aver subìto "un attacco di tipo personale".

### SinistraDem
Dopo le dimissioni da presidente del PD, Cuperlo guida la corrente all'interno del PD "SinistraDem", che si colloca nella "minoranza Dem" (opposizione interna alla maggioranza renziana del PD). Dopo le dimissioni di Roberto Speranza da capogruppo PD alla Camera e la divisione interna di "Sinistra è cambiamento" del Ministro delle politiche agricole Maurizio Martina, anche la corrente Area Riformista, si posiziona definitivamente nella minoranza del partito in dissenso con la decisione del governo Renzi di porre il voto di fiducia sulla nuova legge elettorale, l'Italicum, senza la possibilità di modificarla.
Gli scontri più duri all'interno del PD avvengono sulle grandi riforme del governo Renzi come Jobs Act, Buona Scuola, e la Riforma costituzionale Renzi-Boschi. Dopo aver dichiarato l'intenzione di votare "No" al referendum costituzionale del 2016 assieme a tutta la minoranza, Cuperlo dichiara pochi giorni prima del voto la sua decisione di votare Sì a seguito della promessa, dopo numerosi inviti, di Matteo Renzi di cambiare la legge elettorale.
Dopo il referendum costituzionale decide di non aderire alla scissione guidata da Roberto Speranza, dagli ex-segretari Pier Luigi Bersani e Guglielmo Epifani e dall'ex Presidente del Consiglio Massimo D'Alema, rimanendo nel PD e appoggiando la candidatura del Ministro della giustizia Andrea Orlando alle elezioni primarie PD del 2017.
In vista delle elezioni politiche del 4 marzo 2018 viene indicato dalla Direzione Nazionale del PD come candidato alla Camera nel collegio uninominale Emilia-Romagna - 10 (Sassuolo), ma Cuperlo rinuncia quando verifica che in Emilia-Romagna vi sono stati numerosi candidati da Roma senza adeguata, a suo giudizio, consultazione del Partito locale, lasciando di conseguenza il Parlamento.

#### Presidente della fondazione del PD
Alle primarie del PD del 2019 sostiene, assieme a "SinistraDem", la mozione di Nicola Zingaretti, presidente della Regione Lazio dal 12 marzo 2013 con la carriera amministrativa più lunga alle spalle, che risulterà vincente con il 66% dei voti. Successivamente viene nominato dal neo-segretario del PD Zingaretti come presidente della fondazione del Partito Democratico, creata nello stesso anno e voluta da Zingaretti.
Alle elezioni politiche anticipate del 2022 viene ricandidato alla Camera, tra le liste di Partito Democratico - Italia Democratica e Progressista nel collegio plurinominale Lombardia 1 - 01 in terza posizione, risultando rieletto deputato. Nella XIX legislatura è componente della 1ª Commissione Affari Costituzionali, della Presidenza del Consiglio e interni.

### Ricandidatura alla segreteria del PD

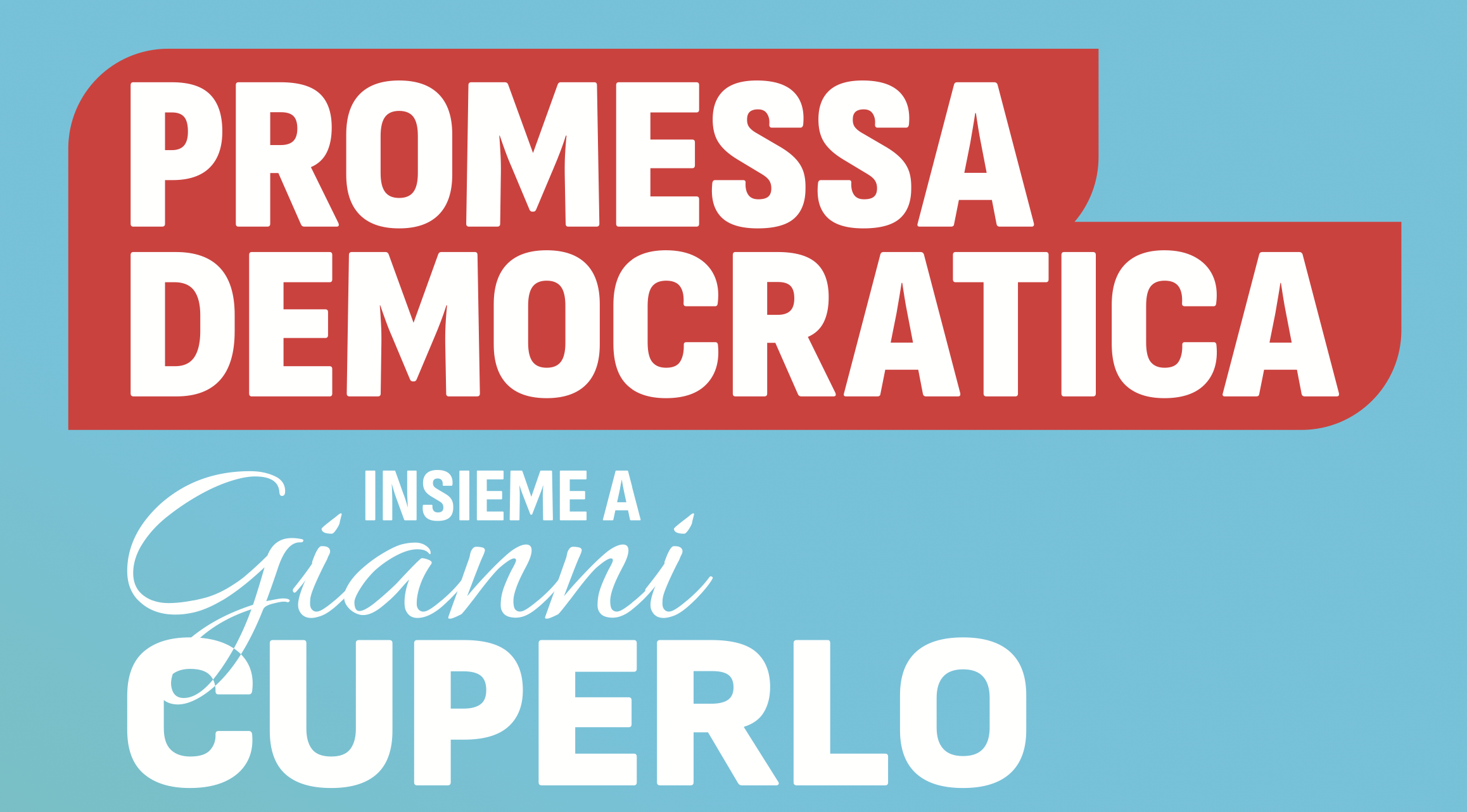
Logo della campagna elettorale di Cuperlo per le primarie del 2023.

A seguito delle dimissioni di Enrico Letta da segretario del PD in conseguenza del risultato fallimentare del partito alle elezioni politiche del 2022, il 23 dicembre 2022 annuncia, in un'intervista a La Repubblica, la sua candidatura come nuovo segretario del PD alle prossime primarie, la seconda dopo quella del 2013, nel timore che il PD "non regga il peso dei suoi errori" e finisca "come i socialisti in Francia".
Nel voto fra gli iscritti al partito raccoglie 12.008 voti, pari al 7,96% e risultando terzo fra i candidati dietro a Elly Schlein e a Stefano Bonaccini, non qualificandosi per le primarie aperte del 26 febbraio successivo. In merito alle primarie aperte Cuperlo annuncia la sua scelta di non apparentarsi con nessuno dei due candidati in lizza per la segreteria del PD; nonostante questo alcuni suoi sostenitori come Sergio Chiamparino e Luigi Zanda si schierano per Bonaccini.
Nel luglio dello stesso anno, dopo la vittoria di Schlein alle primarie, viene sostituito alla presidenza della fondazione del PD da Nicola Zingaretti (colui che l'ha creata e lo ha nominato).

## Opere
- Un paese normale. La sinistra e il futuro dell'Italia, con Massimo D'Alema e Claudio Velardi, Milano, A. Mondadori, 1995. ISBN 88-04-40847-2.
- La grande occasione. L'Italia verso le riforme, con Massimo D'Alema, Milano, Mondadori, 1997. ISBN 88-04-42161-4.
- Par condicio? Storia e futuro della politica in televisione, Roma, Donzelli, 2004. ISBN 88-7989-860-4.
- Basta zercar. Sinistra, traslochi, Partito democratico, Roma, Fazi, 2009. ISBN 978-88-6411-079-0.
- Sinistra, e poi. Come uscire dal nostro scontento, Roma, Donzelli, 2017. ISBN 978-88-6843-722-0.
- In viaggio. La sinistra verso nuove terre, Roma, Donzelli, 2018, ISBN 978-88-6843-814-2.
- Un’anima. Cosa serve alla sinistra per non perdersi, Roma, Donzelli, 2019, ISBN 978-88-5522-009-5
- Rinascimento europeo. Il libro dell'Europa che siamo stati, che siamo e che dobbiamo diventare, Milano, Il Saggiatore, 2022, ISBN 978-88-4283-089-4